# 2h37
Pour plus de détails, voir Fiche technique et Distribution.
2h37 (2:37 ou Two Thirty 7) est un film dramatique australien écrit et réalisé par le réalisateur Murali K. Thalluri.

## Synopsis
L'histoire relate la vie de six lycéens, différents les uns des autres mais liés d'une manière ou d'une autre, durant une journée d'école ordinaire bouleversée par un événement tragique survenant à 14h37 (2:37).

## Fiche technique
- Réalisation : Murali K. Thalluri
- Scénario : Murali K. Thalluri
- Production : Nick Matthews (en), Kent Smith et Murali K. Thalluri
- Dialogues : Murali K. Thalluri
- Musique originale : Mark Tschanz
- Photo : Nick Matthews (en)
- Montage : Murali K. Thalluri
Nick Matthews (en)
Dale Roberts
- Distribution : Roadshow Entertainment
- Budget : 1 100 000 $ australiens
- Langue : Anglais
- Genre : Drame
- Film tout public avec avertissement lors de sa sortie en salle.
- Date de sortie :
  -  France : 26 mai 2006

## Distribution
- Teresa Palmer (VFB : Julie Basecqz) : Melody
- Joel Mackenzie (en) (VFB : Sébastien Hébrant) : Sean
- Frank Sweet (en) (VF : Aurélien Ringelheim) : Marcus
- Gary Sweet (en) : Mr. Darcy
- Charles Baird : "Uneven" Steven
- Marni Spillane (VFB : Coralie Vanderlinden) : Sarah
- Sam Harris (VFB : Mathieu Moreau) : Luke
- Sarah Hudson (en) : Julie
- Clementine Mellor : Kelly
- Xavier Samuel (VFB : Christophe Hespel) : Théo

Version française
- Studio de doublage : Dub and Co Belgique
- Mixage : Dubbing Brothers
- Direction artistique : Colette Sodoyez
- Adaptation des dialogues : Margaux Lamy et Mélanie de Truchis

## Autour du film
- Ce film a été présenté au Festival de Cannes 2006.
- Le réalisateur Murali K. Thalluri, a expliqué au cours d'une interview que l'idée du film est venue après qu'il eut reçu la vidéo où une amie lui expliquait qu'elle allait se suicider, à la suite de la mort de cette dernière. Cette vidéo a particulièrement choqué le réalisateur et il a décidé de faire un film qui dénonce le malaise de la jeunesse[1]. (Murali affirme cependant dans le making-of du DVD qu'il aurait écrit la première mouture du scénario le lendemain de sa propre tentative de suicide)

## Récompenses et nominations
- 2006 : nommé au Festival de Cannes 2006 (Un Certain Regard)
- 2006 : nommé à l'Australian Film Institute Awards :
  - meilleur scénario original
  - meilleur premier rôle féminin pour Teresa Palmer
  - AFI Young Actor Award pour Frank Sweet (en)

## Festivals
- 2006 : Festival de Cannes, Toronto International Film Festival, Melbourne International Film Festival, Festival international du film de Tōkyō, Osians International Film Festival, Festival international du film de Thessalonique
- 2007 : Istanbul International Film Festival